# Manuel María Franco
Manuel María Franco Martínez de Toro, mejor conocido en la historia de Colombia como el General Manuel María Franco (1801-20 de mayo de 1854), fue un militar colombiano y prócer de la Independencia. También, fue un político y estadista, siendo candidato a la presidencia de la República de la Nueva Granada y gobernador de la provincia de Bogotá. Luchó por la nación desde el tiempo de sus primeros servicios bajo el comando del general militar y presidente de Colombia, el Libertador, Simón Bolívar; también como en sus muchas y varios encuentros de guerra a lo largo de la Gran Colombia y el posterior República de la Nueva Granada, incluyendo otras áreas y naciones circundantes; hasta el momento de su temprana fallecimiento y muerte legendaria en combate, con el más alto rango militar de comandante en jefe del Ejército constitucional, en la Batalla de Zipaquirá durante la época de la guerra civil colombiana de 1854.

## Familia

### Padres y esposa
Padres: Pedro Ignacio Franco (alcalde de Guateque, en la Provincia de Tunja, Nuevo Reino de Granada, 1789-1807; fundador de la parroquia y actual municipio colombiano de Macanal) y María Trinidad Martínez de Toro. 
Esposa: María del Carmen Medina Bernal.

### Familia de María del Carmen Medina Bernal, esposa de Manuel María Franco

#### Padres
María del Carmen fue hija de Joaquín Medina Ramírez (alcalde de Guateque, c. 1810) y Rita Bernal Mora.

#### Antepasados
María del Carmen fue descendiente directo de los siguientes: Pedro Alonso Niño (uno de los "Hermanos Niño" quien navegó con Cristóbal Colón como el piloto de la nao Santa María); Gonzalo Macías y Pedro Luis de Sanabria (dos notables colombianos de los principios del descubrimiento de Colombia); Fernando Barreto Sanabria (alcalde pedáneo, Garagoa, 1758 y 1759), e hijo, Bernardo Esteban Barreto de Velandia (alcalde pedáneo, Somondoco, 1770-1788); bisnieta de Diego Medina Rojas (primer alcalde de Tunja); y nieta de Francisco Bernal Barreto (fundador del actual municipio de Manta).

#### Relacionado por sangre

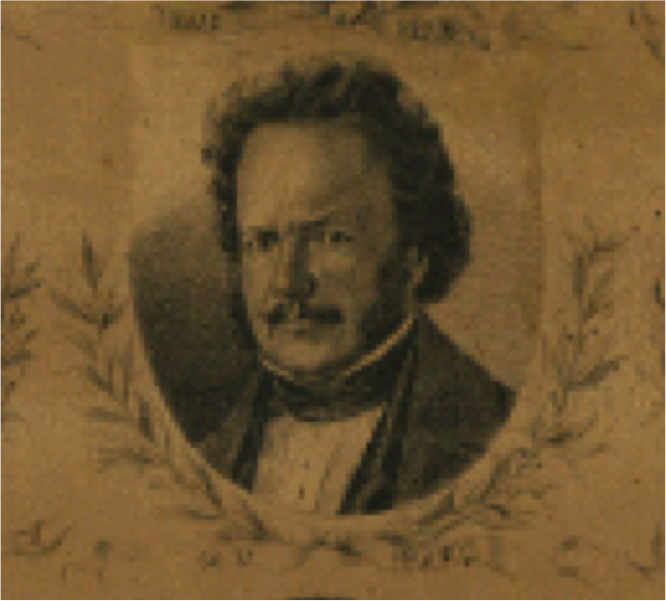
Un segmento de "Restauradores de la Libertad i de la Constitución, de 1854". (José María Espinosa Prieto; Rueda, R). (Hecho, 1854; tinto litografía/papel).

Uno de los hermanos de María del Carmen fue Pedro José Medina Bernal (procurador general de la nación). Un sobrino fue Matías Herrera Medina (representante y senador del Congreso y también general procurador de la nación en su tiempo).

### Hermanos
Una hermana del general Manuel María Franco fue Dolores Franco Martínez de Toro. Un hijo de Dolores fue un senador y representante de Congreso, Antonio María García Franco (abogado), quien un hijo fue Pablo García Medina (médico, higienista, y fisiólogo). Un nieto de Dolores, Narciso García Medina, fue gobernador de Boyacá. Un hijo de Narciso, Nicolás García Samudio, fue un historiador colombiano (desempeñó como presidente de la Academia Nacional de Historia en Bogotá, Colombia en 1933-1934) y también era gobernador de Boyacá como su padre. Nicolás publicó en 1918 una extensa biografía sobre el prócer de la Independencia, General Manuel María Franco.

### Hijos
(1) Pedro Ignacio Franco Medina, (Militar. Fue primer jefe del cuerpo militar de los Estados Unidos de Colombia situado en Santa Marta. Murió en 1879 en Santa Marta en batalla, mártir de la patria legítima al igual que su padre, contra las fuerzas de Luis Antonio Robles); (2) Manuel María Franco Medina, (militar, fallecido en Bogotá, República de Colombia, 1895); (3) Rosa Franco Medina, (1854?); (4?) María Visitación del Carmen Franco Medina.

## Cronología
c. 1801: Nace en Guateque, Provincia de Tunja, Nuevo Reino de Granada. Sus padres son: Pedro Ignacio Franco (Alcalde de Guateque, 1789-1807; y fundador del Macanal el 30 de abril de 1806) y María Trinidad Martínez de Toro.
1817: A los 16 años de edad, empieza su servicio militar.
1818: Asiste a la patria colombiana a la toma de su tierra nativa de Guateque el 17 de junio durante la época del "Régimen del Terror" (Reconquista (Colombia)), 1816-1819.
1819: Combate en la "Batallón de milicias del cantón de Tenza".
1821: Mandado con 500 otros hombres por Gral. Santander al Gral. Pedro León Torres y el Teniente Coronel Joaquín París. Esta fue la base del Batallón Bogotá.
1822 y 1823: Hace en efecto dos campañas de Pasto con los Generales Bolívar (1822) y Sucre (1823). Combate y triunfa en la Batalla de Bomboná el 7 de abril de 1822 en el ejército de Bolívar. Recibió en Bomboná dos graves heridas. En 1823, ascenso a Teniente del Ejército.
1824: Hace la campaña del Perú debajo los órdenes inmediatos de los Generales Míller (Batalla de Junín, 6 de agosto) y Córdova (Batalla de Ayacucho, 9 de diciembre).  9 de diciembre, ascenso a Capitán del Ejército libertador, que luego es aprobado por el poder ejecutivo.
1825: Hace la campaña del Alto Perú con los órdenes de General Sucre. Después, Franco acompaña Sucre, en ese tiempo llamado el Mariscal de Ayacucho, hasta 1826.
1826-1828: Participa en las guerras en Ecuador.
1828, marzo: Ascenso a Sargento Mayor (Mayor?) del Ejército.
1829: En lo actual Colombia, participa como Jefe en la acción de Saraguro (11 de febrero) y en la batalla de Tarqui (27 de febrero). Ascenso a Teniente Coronel después de la victoria en Tarqui. Nombrado Jefe del Segundo Escuadrón de Granaderos del Ejército. Hace la campaña del Asuay y Guayaquil en Ecuador contra Perú. El mismo año, ascendido a rango de Coronel efectivo.
1830: En Ecuador, se opone a la disolución de la Gran Colombia.
1832: Expulse a Flores de Ecuador.  Regrese a Colombia el mismo año y se retire del servicio militar.
29 Nov 1833: Contraje matrimonio en Tunja con doña María del Carmen Medina Bernal.  Los padres de la doña María son don Juan Manuel Joaquín Medina Ramírez, exalcalde de Guateque, y doña Rita Bernal Mora.  Hijos del General y doña María del Carmen en este orden  --  Pedro Ignacio; Manuel María; Rosa; y otra hija con nombre probablemente de María Visitación.
1839: Por llamamiento del gobierno, regrese al servicio militar.
1841: Nombrado Jefe de la Columna de Caballería de la Tercera División. Franco triunfa en la campaña de Riofrío.  De nuevo, se retire del servicio.
1844: Nombrado Comandante militar del Departamento de Boyacá.
1849: Llamado por el General López a ser gobernador de la Provincia de Bogotá.
1850: El día de 21 febrero, desempeña a ser gobernador de la Provincia de Bogotá hasta el 9 de junio de 1850. El día 22 de julio, el gobierno lo hace comandante general del Departamento del Sur.
1851: 11 de mayo, Franco derrote la facción de Pasto en Anganoi. El 22 de mayo, nombrado a ser segundo jefe de la División del Sur con el mando de la Segunda Columna del Ejército contra Ecuador. Triunfa en Buesaco el 10 de julio. El mismo año es nombrado comandante general de la Primera Columna de la Primera División del Ejército. El 22 de agosto, el poder ejecutivo comunica con formalidades legales el ascenso de Franco como general efectivo del Ejército de la República.
1852: Candidato a la presidencia de la República de la Nueva Granada.
Abril 1854: En este mes, después de la posesión de dictadura por Melo en el día 17 de abril, Tomás Herrera, presidente de la República de la Nueva Granada, llama a Franco a ser comandante en jefe del Ejército, como segundo solamente a él.
20 de mayo de 1854: Fallecimiento en combate en la Batalla de Zipaquirá durante la guerra civil colombiana de 1854.

## Referencias y bibliografía

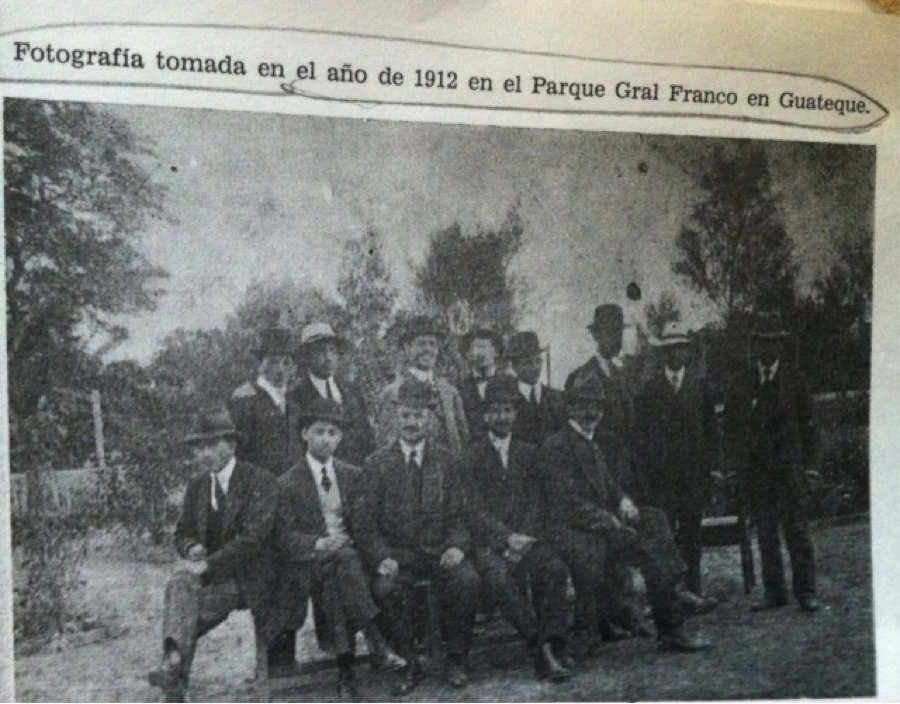
Parque Gral. Franco; Guateque, 1912

## Escritos
- A la Nación i al Gobierno. Pasto, Colombia: Imprenta de Enríquez, 9 de abril de 1852, pp. 1-10. A la Nación Archivado el 23 de septiembre de 2015 en Wayback Machine.

- Al público. Bogotá: Imprenta por Nicolás Gómez, 1841, pp. 1-2. Al público, 1841

- Al público. Bogotá: Imprenta de J.A. Cualla, 1842, pp. 1-3. Al público, 1842 (enlace roto disponible en Internet Archive; véase el historial, la primera versión y la última).

- Apéndice en que se publican las pruebas del delito de conspiración, ofrecidas por el General Manuel María Franco. Bogotá: Imprenta de Francisco Torres Amaya, 1853, pp. 1-27. Las pruebas del delito de conspiración

- Contestación del General Graduado Manuel María Franco al General Efectivo Joaquín Posada.  Bogotá: Imprenta de J.A. Cualla, 1843, pp. 1-30. Contestación, parte 1 Contestación, parte 2

- Continuación de las pruebas que ofreció el General Manuel M. Franco. 1853, pp. 1-22. Continuación Archivado el 23 de septiembre de 2015 en Wayback Machine.

- Dos Palabras. Bogotá: Imprenta de la Universidad, por Nicolás Gómez, 1836, pp. 1-2. Dos Palabras

- Esplicaciones que el gobierno me obliga á dar, y que yo quise evitar en mi representacion que publiqué en el mes próximo pasado. Bogotá: Imprenta de J.A. Cualla, 1842, pp. 1-2. Esplicaciones

- HH Representantes. Bogotá: Imprenta de J.A. Cualla, 1843, pp. 1-2. HH Representantes

- Manifestación que hace el General Manuel María Franco a la Nación: de su conducta en la Campaña del Sur. Bogotá: Imprenta de Francisco Torres Amaya, 1853, pp. 1-36.   De su conducta en la Campaña del Sur (enlace roto disponible en Internet Archive; véase el historial, la primera versión y la última).

- Parte oficial del Coronel Franco al Poder Ejecutivo comunicándole la derrota que sufrió su ejército en el campo de Polonia. Tunja, Colombia: Impreso por José Gregorio Páez, 1840. Coronel Franco

- "Tres aniversarios i dos documentos para la historia" (Dado en Bogotá, 21 de mayo de 1850). El Catolicismo. Bogotá: martes, 20 de mayo de 1856, pp. 1-4. Tres aniversarios